# Партизанская (Гродненский район)
Партизанская (бел. Партыза́нская; до 1964 года — посёлок Пузовичи или Пузевичи (бел. Пузаві́чы) — деревня в Гродненском районе Гродненской области Республики Беларусь. В составе Скидельского сельсовета.

## География
Пролегает дорога Р-41.
Ближайшие населённые пункты Скидель, Хвойняны и др.

### Гидрография
Рядом протекает река Довжица.

## История

### Пузовичи
14 июля 1943 года Пузовичи сожжены нацистами вместе с жителями (погибло около 400 человек). Эти события описаны Янкой Брылем в коротком рассказе «Memento Mori». Прототипом безымянного героя-печника был белорус со Скидельщины Данила Скворнюк, с которым молодой Брыль познакомился в 1936 году. В июле 1943 года каратели сожгли в окрестностях Гродно кроме Пузовичей также деревни Шкленск, Синий Камень, Поломье, Шауличи и Княжеводцы под Мостами, погубив в них около двух тысяч человек.

### Партизанская
Деревня восстановлена после войны. 30 июля 1964 года Пузовичи переименованы в Партизанскую.

## Население

### Численность
- 2019 год — 88 жителей

### Динамика
- 1999 год — 136 жителей (перепись населения)
- 2009 год — 119 жителей (перепись населения)[4]
- 2019 год — 88 жителей (перепись населения)

## Достопримечательность
- Братская могила[5]
- Мемориальный комплекс